# Muri
Muri és una ciutat de Nigèria, a l'estat de Taraba. La població de la ciutat vers el 2007 era de 56.570 habitants.
L'àrea al voltant de la ciutat de Muri està habitada principalment pels mumuye, fulanis, wurkums i jukuns; però també hi ha un grup considerable de comerciants haussa. La majoria dels seus habitants es dediquen a l'agricultura d'aliments de primera necessitat, com la melca i el mill, i a la cria de bestiar, ovelles i cabres. El cotó i el cacauet són els cultius comercials principals que es conreen al nord, i les faves de soja i el nyam són importants al sud. Existeix una considerable pesca al llarg del riu Benue. Extracció de la sal és una ocupació tradicional per les dones prop de la ciutat de Muri, però la sal importada Europea ha reduït la seva importància. Hi ha mineria de plom al voltant de Zurak, a 34 quilòmetres a l'oest de la ciutat de Muri. La ciutat està connectada per carretera local fins Zurak i Karim i la ciutat utilitza el port de Nuzu al riu Benue, a 18 quilòmetres al sud-est.

## Redferències
- Enciclopèdia Britànica